# Cinnycerthia unirufa
Cinnycerthia unirufa е вид птица от семейство Troglodytidae.

## Разпространение
Видът е разпространен в Колумбия, Еквадор, Перу и Венецуела.